# Oribatella puertomonttensis
Oribatella puertomonttensis är en kvalsterart som beskrevs av Hammer 1962. Oribatella puertomonttensis ingår i släktet Oribatella och familjen Oribatellidae. Inga underarter finns listade i Catalogue of Life.